# Saint-Martin-du-Fouilloux (Maine-et-Loire)
Saint-Martin-du-Fouilloux település Franciaországban, Maine-et-Loire megyében. Lakosainak száma 1693 fő (2022. január 1.). Saint-Martin-du-Fouilloux Saint-Augustin-des-Bois, Saint-Georges-sur-Loire, Savennières és Saint-Léger-de-Linières községekkel határos.

## Népesség
A település népessége az elmúlt években az alábbi módon változott:
| Lakosok száma | 506  | 1061 | 1315 | 1559 | 1672 | 1670 | 1674 | 1661 | 1668 | 1693 |
|               | 1968 | 1982 | 1990 | 2006 | 2013 | 2015 | 2017 | 2019 | 2020 | 2022 |